# 84º Reggimento fanteria "Venezia"

Mostrina da bavero/ colletto in stoffa

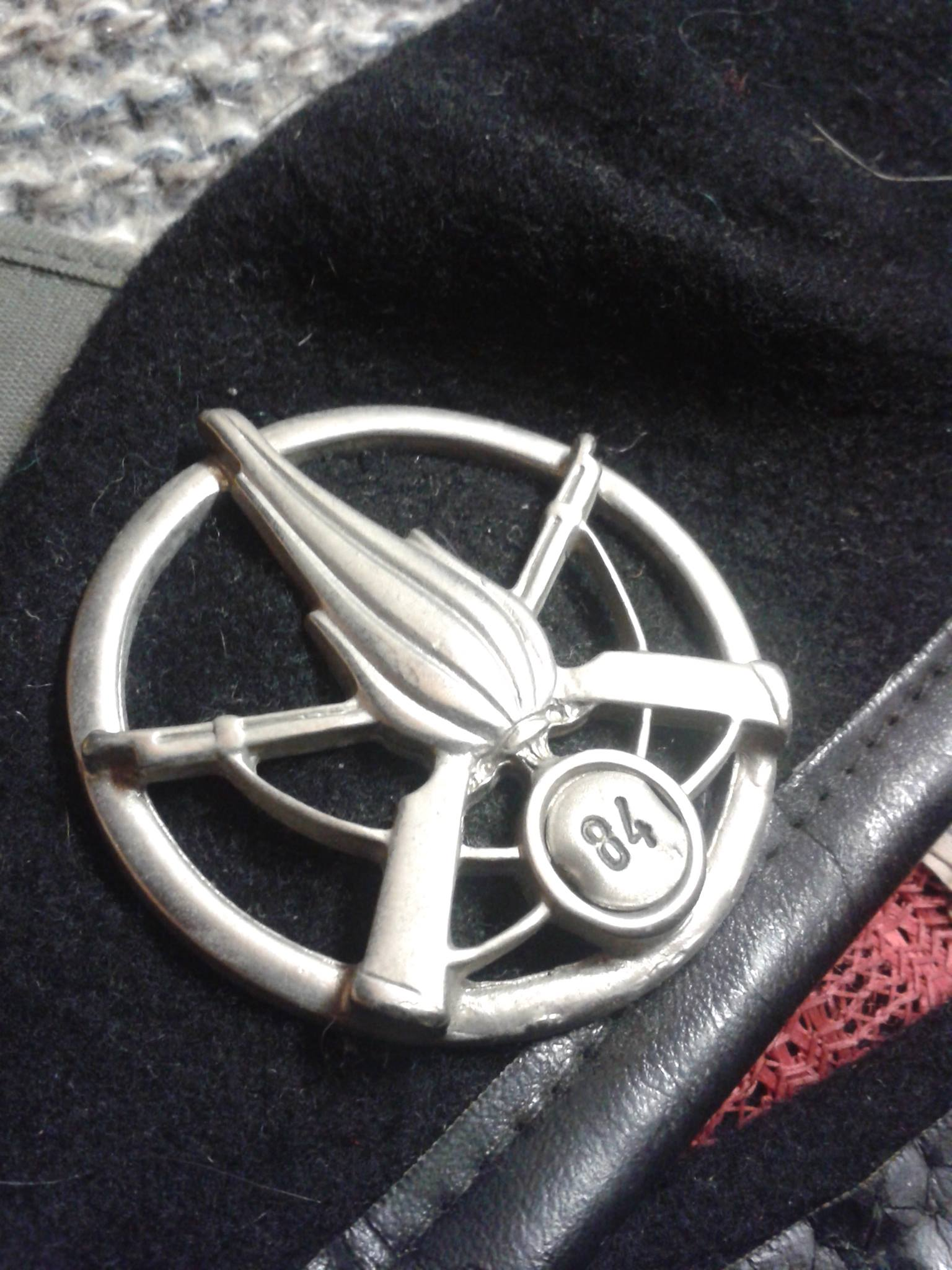
Fregio da basco arma di Fanteria con pulce dell'84° Venezia

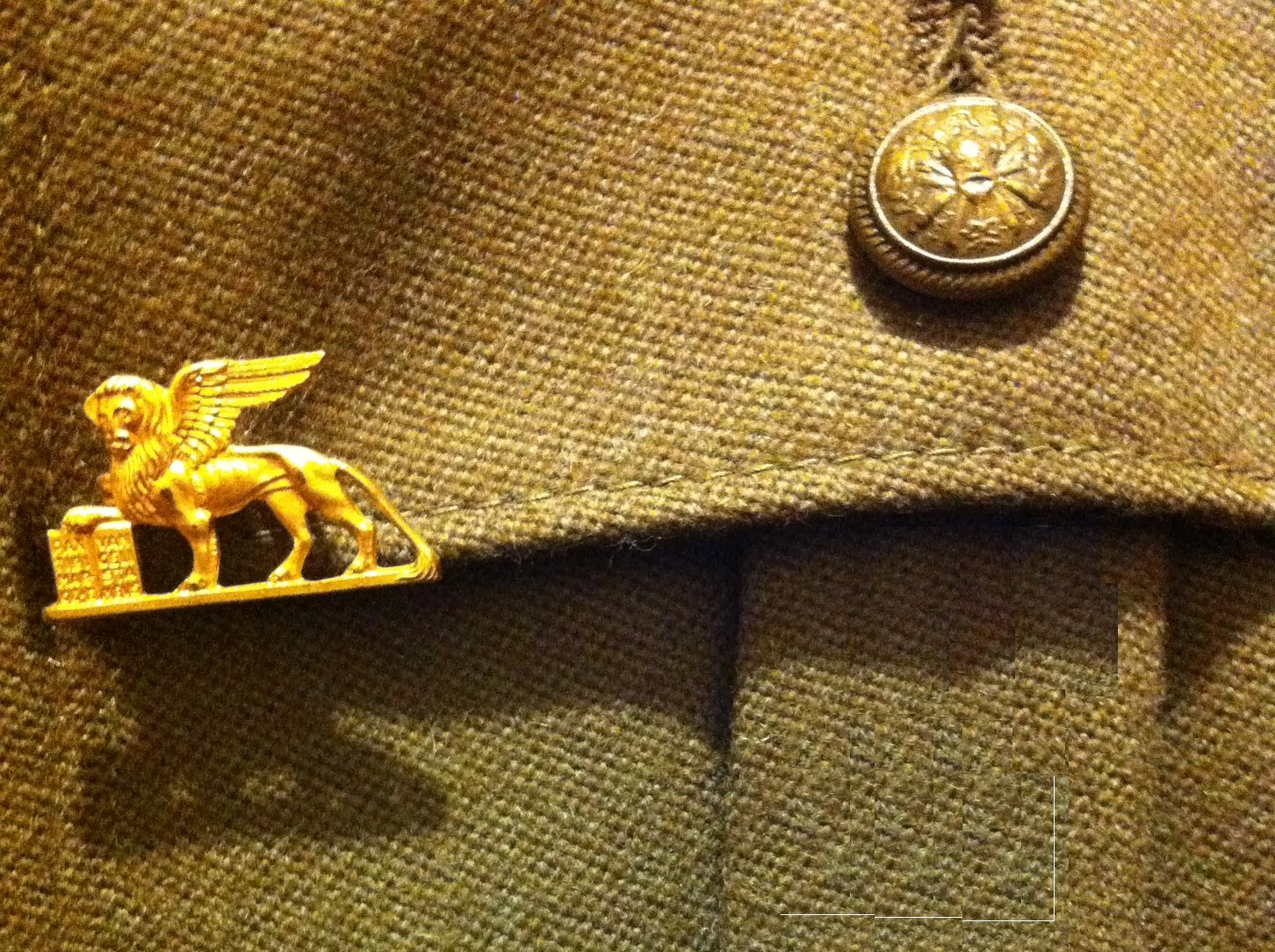
Spilla Di Battaglione Venezia da sopra tasca per giacca drop e Camicia

L'84º Reggimento "Venezia" è stato un'unità dell'esercito italiano, erede delle tradizioni e della storia dell'84º Reggimento fanteria "Venezia" che con l'83º Reggimento fanteria "Venezia" formava la Brigata Venezia.

## Denominazioni e sedi
- Costituito ad Alessandria il 1º novembre 1884 come 19ª Brigata Venezia formata dal 83º e 84º Reggimento “Venezia” come unità di Fucilieri di Fanteria da Montagna
- Nel 1908 partecipa e riscuote una medaglia d'oro benemerenza per opera di Soccorso al terremoto di Messina (Terremoto calabro/siculo - Soccorso prestato alle persone nei luoghi devastati dal sisma tra il 28 dicembre 1908 fino a tutto il mese di marzo 1909. Furono istituite per premiare il grandioso impegno nel soccorrere e aiutare i superstiti, anche finanziariamente o provvedere ai bisogni dei danneggiati dal disastro).
- Sede di Firenze (1909-43) sciolta l'8 settembre 1943 in Montenegro.
- Novembre 1943; dopo lo scioglimento dell'unità i superstiti dell'84° concorrono alla costituzione della Divisione "Garibaldi" che prosegue la lotta sino al febbraio 1945. Fu poi il Maresciallo Aiutante Anichini di Siena, che riportò dalla allora Jugoslavia la bandiera di guerra dell’84° avvolta attorno alla vita e nascosta dalla sua divisa.
- I° luglio 1958 si ricostituisce l'84º Reggimento Fanteria "Venezia" (CAR), in sostituzione del 7° Centro Addestramento Reclute .
- Dal 1958 dislocata nella caserma "La Marmora" ora sede del 186° paracadutisti Folgore, Piazza Amendola Giovanni 27 - Siena
- Nel 1966 era di stanza a Pistoia, nella Caserma "Marini" ora sede del 183° paracadutisti Nembo. In quel periodo Prese parte molto attivamente all'opera di soccorso per l'alluvione di Firenze e alcuni militari del Reggimento furono perciò decorati nel 1967 con medaglia al valore .
- 8 agosto 1977 l'84° ottiene la nuova sede a Falconara Marittima (AN) presso la caserma "Umberto Saracini" (ex sede dislocata del BTG "Pavia") - Dalla narrazione dell'avvenimento: Il 10 agosto 1977 ad Ampugnano (aeroporto di Siena) arrivò il 5º Btg. “El Alamein” della Brigata Folgore. Si lanciarono 900 Soldati (uno dei lanci più numerosi mai effettuati) dagli aerei Douglas Fairchild C119, dagli Hercules C130, dai nuovissimi Fiat G222 e dagli Elicotteri dell’esercito CH47. Nel frattempo l’84° “Fanteria Venezia” rese gli onori con la propria Bandiera. Al termine dell’aviolancio, l'intero Battaglione della Folgore, avanzò fino a schierarsi a fianco della nostra compagnia. Quindi la bandiera, seguita dai tre plotoni di rappresentanza, fu imbarcata in elicottero e trasferita all’ aeroporto di Ancona-Falconara Raffaello Sanzio) dove atterrò circa un’ora dopo.
- 1993 l'unità modifica la denominazione in 84º Battaglione "Venezia" da 84º Battaglione Fanteria "Venezia" BAR inquadrato nella Brigata di Cavalleria "Pozzuolo del Friuli"   In questi anni partecipa in maniera attiva alla Operazione Vespri Siciliani per mantenere l'ordine pubblico.
- 1997 Il Battaglione passa al Comando Artiglieria Controaerei
- 9 novembre 2000 l'unità viene soppressa e la bandiera di guerra e la sua storia vengono Deposti nel Sacrario delle Bandiere presso il Vittoriano (Altare della Patria) a Roma Via dei Fori Imperiali.

## Storia
Il 1º novembre 1884 si forma la Brigata "Venezia" per la quale è costituito l'84º Reggimento Fanteria e l'83º Reggimento fanteria.
Il 1º novembre 1884 si forma la Brigata "Venezia" per la quale è costituito l'84º Reggimento Fanteria. Esso trae origini dall'84º Reggimento Fanteria costituito ad Alessandria il 1º novembre 1884 per dare vita alla Brigata Venezia insieme all'83º Reggimento. Con l'applicazione della legge 11 marzo 1926 sull'ordinamento dell'esercito, riprende il nome di 84º Reggimento Fanteria "Venezia" e a seguito della formazione delle Brigate su tre reggimenti viene assegnato alla XIX Brigata di Fanteria unitamente all'84° "Venezia" e al 70° "Ancona"; rimane articolato su due battaglioni.
Partecipa alle unità di ricerca e soccorso per le popolazioni della Calabria flagellate dal terremoto avvenuto durante la notte tra il 7 e l'8 settembre 1905 alle ore 1:43. Riscuote una medaglia d'oro benemerenza
Partecipa quindi alle unità di ricerca e soccorso per le popolazioni della città di Messina e Reggio Calabria colpite dal terremoto considerato uno degli eventi sismici più catastrofici del XX secolo. Il sisma, di magnitudo 7,1 Mw, si verificò alle ore 5:20:27 (ora locale) del 28 dicembre 1908 e danneggiò gravemente le città nell'arco di 37 secondi.

### Guerra di Libia
Nel 1911, in previsione dell'inizio delle operazioni della guerra italo-turca, l'84º Reggimento fanteria è scelto per costituire, con altri reparti, il corpo di spedizione che dovrà essere inviato sulle coste africane. Ai primi del mese di ottobre del 1911, in vista dello sbarco sulle coste della Tripolitania, il reparto è inviato alla volta dell'Africa, ove giunge l'11 ottobre. Il reparto si schiera dunque a difesa di Tripoli, trincerandosi nella zona periferica della città.
Il giorno 23 ottobre, i turchi, appoggiati da truppe irregolari indigene, si lanciano in un massiccio attacco contro le posizioni italiane, riuscendo a sfondarle nei pressi del villaggio di Sciara Sciat, e causando, nel complesso, gravi perdite alle truppe del Regio Esercito, che però riescono a respingere l'offensiva. Il tenente Giuseppe Orsi partecipa alla battaglia, al comando di un plotone della 7ª compagnia dell'84º Reggimento fanteria.
Tre giorni dopo, il 26 ottobre, gli arabi tentano, all'alba, un nuovo attacco, concentrandolo però nel settore sud-est dello schieramento italiano. In tale settore, nei pressi della località di Sciara Zauia, è schierata proprio la 7ª compagnia del tenente Orsi, che viene in breve accerchiata dagli attaccanti. Orsi, pur resosi conto della situazione disperata, ordina ai suoi uomini di serrarsi e resistere fino all'ultimo, esortandoli con queste parole:
| «Questo è il nostro posto, stringetevi attorno al vostro tenente; qui dobbiamo sostenere l'onore del nostro reggimento!» |

Cade poco dopo, colpito dal fuoco nemico, insieme a molti dei suoi soldati.
Nel 1912, alla sua memoria viene conferita la medaglia d’oro al valor militare.

### Nella prima guerra mondiale
Nella prima guerra mondiale (1915-1918) la Brigata riunisce i battaglioni dell'83º e 84º Fanteria, di stanza rispettivamente a Pistoia e Firenze.
Anno 1915
Nel maggio la Brigata si trova già su posizioni avanzate del fronte alpino quando viene dichiarata la guerra all'Austria-Ungheria: entrambi i reggimenti si trovavano nel settore del Monte Lisser (situato nella parte orientale dell'Altipiano dei Sette Comuni), con l'83° RF presso Valstagna (Vicenza) e l'84° RF a Feltre (Belluno), tutti e due alle dipendenze della 15ª divisione. La Brigata nella prima settimana di operazioni occupa Grigno (Trento) e i centri abitati dell'Altopiano del Tesino.
Nel mese di giugno la “Venezia” avanza fino a Ospedaletto, comune trentino della Valsugana, occupando Strigno (oggi frazione di Castel Ivano) il giorno 10. Successivamente stabilì il proprio comando sul Monte Lefre.
Dopo un periodo di relativa tranquillità, nell'ottobre si dà inizio alle operazioni per l'occupazione del Monte Valpiana, azione ritentata nel novembre ma senza successo.
Il 28 dicembre viene lanciato un attacco contro Monte Carbonile (posto sulla riva destra del Brenta), rintuzzato dalla tenace resistenza del nemico.
Anno 1916
Capodanno vede il rinnovarsi dell'attacco italiano verso la vetta del Carbonile, anche questo conclusosi negativamente. Solo nell'aprile un battaglione dell'83° RF assieme a reparti del 32° RF della Brigata “Siena” raggiungono queste posizioni, mantenendole. Pochi giorni dopo, il 16 aprile, il nemico sferra una violenta offensiva che costringe la Brigata a retrocedere fin dietro la linea costituita dal torrente Larganza. Il giorno 24 la “Venezia” riceve il cambio, portandosi con l'84° RF nella Conca di Tesino e con l'83° RF a Grigno.

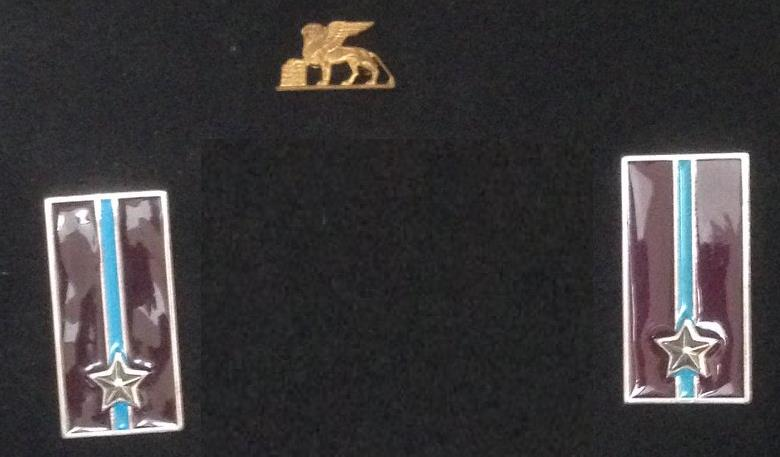
Mostrine 84° Venezia da bavero / colletto Giacca e Camicia

La Strafexpedition (15 maggio – 27 giugno) insistendo nelle posizioni attigue a quella della Brigata, impone alla “Venezia” di ripiegare in Val Maggio. Il 24 maggio i reggimenti vengono a contatto col nemico che attacca le posizioni del Monte Civaron (tenuto dall'83° RF) e del Monte Levre (84° RF), ma senza successo. Il giorno successivo il Civaron viene abbandonato, con il reggimento che arretra sino a Ospedaletto. Con il diradarsi della pressione avversaria, l'83° RF è dislocato nella Conca di Tesino per un periodo di riposo di una decina di giorni, fin quando alla fine di giugno non è richiamato in prima linea assieme al reggimento gemello – che dal Monte Levre era stato nel contempo trasferito nel settore di Strigno.
Il mese di luglio si assiste a una ripresa dell'offensiva italiana in Valsugana, il cui obiettivo è la riconquista del Monte Civaron e della riva sinistra del torrente Maso: lo slancio dell'attacco porta alcuni reparti della “Venezia” ad attestarsi sulle posizioni del gruppo montano di Primalunetta.
Al fine di rafforzare le posizioni guadagnate, la Brigata è trasferita lungo il fronte che arriva alla Forcella Magna, pattugliando il settore fino alla fine dell'anno.
Anno 1917
Nulla di notevole accade fino al trasferimento della “Venezia” alle dipendenze della 2ª Armata, impegnata sul fronte isontino. Alla fine di agosto i reparti giungono in prima linea quando è in pieno svolgimento l'Undicesima battaglia dell'Isonzo (detta anche della Bainsizza, 17-31 agosto), sostituendo il 241°-242° RF (Brigata “Teramo”) ed entrando a far parte della 53ª divisione.
Al termine dei combattimenti, gli uomini si prodigano in lavori di rafforzamento del fronte. Il 28 settembre l'84° RF (ora agli ordini della 44ª divisione) riceve l'ordine di occupare la cosiddetta “quota 800”, che renderebbe più salda la linea del fronte che domina il Vallone di Chiapovano (sl. Čepovan, comune dell'area urbana di Nova Gorica). Lo slancio con cui è condotto l'attacco (al quale partecipa anche la 5ª compagnia d'assalto) porta in dote al termine della giornata (29 settembre) oltre un migliaio di prigionieri, tra cui 47 ufficiali nemici. La reazione dell'esercito austriaco non si fa attendere: il contrattacco è accompagnato da un furioso bombardamento che però non intacca la posizione raggiunta dalla “Venezia”. Il giorno successivo il reparto riceve il cambio, ritirandosi fino alla località “Cà delle Vallade”, presso Cormons (Gorizia), dove si dedica a un periodo di ulteriori esercitazioni. Le azioni di questi giorni avrebbero portato al conferimento, alle bandiere di entrambi i reggimenti, della Medaglia d'Argento al VM.
Caporetto segna il ritorno all'azione per la Brigata, chiamata a coprire la ritirata delle truppe del II Corpo d'Armata presso la quota 383 del settore di Plava (sl. Plave). Il 27 ottobre i reggimenti ripassano il fiume Isonzo, giungendo due giorni dopo ai ponti sul fiume Judrio, che vengono fatti saltare al termine delle operazioni. Arrivati oltre il Torre, presso Orgnano (frazione del comune di Basiliano, Udine), due battaglioni dell'83° RF sono distaccati in aiuto delle truppe pressate dall'avanzata nemica, venendo in ultima istanza sopraffatti. Ciò che rimane della Brigata procede per Galleriano e Pozzecco (Udine), dove il 30 ottobre si produce in una strenua resistenza. La marcia viene prontamente ripresa verso Sud: vengono attraversati Flambro, Flambruzzo e Rivignano, finché – divisa in due nuclei – la “Venezia” non oltrepassa anche il Tagliamento. Le difficoltà non accennano a diminuire, e i reparti sono costretti a dividersi in svariati gruppi, che entro i primi giorni di novembre passano il Piave. Il gruppo principale si riunisce a Volpago del Montello (Treviso), mentre alcuni più piccoli giungono e si riorganizzano presso Piazzola sul Brenta (Padova). Qui avviene la ricostituzione della Brigata, che in questo frangente ha perso 1165 soldati e 68 ufficiali.
La “Venezia” continua il suo ripiegamento fino a Collecchio (Parma), dove termina l'anno con un periodo di riordino e di nuova istruzione.
Anno 1918
Un ulteriore periodo di istruzione è compiuto dalla Brigata nel settore compreso tra il lago di Garda e il Mincio, finché – ora alle dipendenze della 10ª divisione – non ritorna in prima linea nel settore della Val d'Adige. I reparti qui si alternano fino all'ottobre nel servizio di trincea, costellato di quando in quando da brevi ricognizioni e piccole azioni portate avanti da nuclei di arditi.

Il 20 ottobre i reggimenti ricevono il cambio, arretrando sino alla zona compresa tra Carmignano di Brenta (Padova) e Pozzoleone (Vicenza), dove gli uomini vengono a conoscenza della firma dell'armistizio e del conseguente termine delle ostilità.

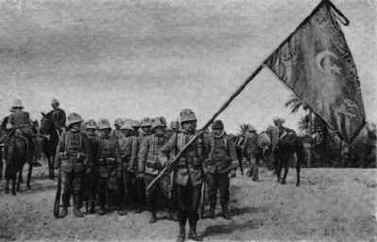
84º Reggimento "Venezia" in Libia dopo la vittoria del 26 ottobre 1911 conquista la bandiera avversaria

### Primo dopoguerra
Con l'ordinamento 1926 prende il nome di 84º Reggimento fanteria "Venezia" ed è assegnato alla XIX Brigata di fanteria. Dal marzo 1935 al luglio 1936 è in Africa Orientale con la Divisione "Gavinana", e prende parte alle operazioni, combattendo ad Adua e nello Scirè.

Con la formazione delle divisioni binarie, il 15 aprile 1939 viene inserito nella Divisione di Fanteria "Venezia" (19ª) della quale fanno anche parte l'84º Reggimento Fanteria e il 19º Reggimento Artiglieria per d.f. La grande unità, mobilitata per la campagna di occupazione dell'Albania, sbarca a Durazzo a fine aprile 1939 e viene dislocata a est di Tirana.

Nel 1939 entra con l'83º fanteria e il 19º artiglieria nella Divisione di Fanteria "Venezia" (19^) grande unità che sarà poi sciolta l'8 settembre in Montenegro.

### Nella seconda guerra mondiale
1940 - Il 10 giugno 1940, all'entrata in guerra dell'Italia nella seconda guerra mondiale, il reggimento ha in organico: comando e compagnia comando, tre battaglioni fucilieri, compagnia mortai da 81, batteria armi di accompagnamento da 65/17.
All'inizio del conflitto, il Reggimento risulta schierato in Albania con la divisione di appartenenza (19ª "Venezia") agli ordini del XXVI C.d'A. Nel mese di ottobre, il Reggimento è schierato inizialmente sul fronte jugoslavo, e destinato all'azione difensiva del Korçiano (zona di Korçia, fronte Macedone) con il compito di spostarsi nella zona di Coritza, tenersi sulla difensiva attiva, per poi passare all'offensiva in direzione Florina Kastoria (per attirare l'attenzione e le forze greche della Macedonia).
Il 3 novembre i greci si attestarono sul Devoli, in territorio albanese. Il 14 novembre, i greci attaccarono nuovamente partendo dall'istmo che divide i due laghi di Prespa. L'attacco fu violentissimo: gli italiani si trovarono subito in situazione critica. Si erano aperte diverse falle che mettevano in pericolo le retrovie. Nello stesso giorno fu stabilito di arretrare su una linea di resistenza lungo il crinale del Morova. La sera del 19 novembre venne decisa la ritirata profonda su nuove posizioni. L'arretramento di una cinquantina di chilometri, implicava l'abbandono di Coriza. La nuova linea si stabilì sulle posizioni di monte Cytetit-Ferit Haskiut-Bregu e Breshave-Valomone (2373)-Lenijes-Mali Haisht-Nikolara-Gostanches-Mali Velushes.
Ormai il ripiegamento era generale, la nostra linea dalla frontiera jugoslava al mare era tutta in movimento. I comandanti erano in preda alla psicosi della catastrofe e moltiplicavano le grida di allarme.
L'avanzata era stata preparata malissimo. Ora, non eravamo in grado di proteggere la ritirata con altri mezzi se non il fuoco e il sacrificio delle truppe. I greci puntarono con un raggruppamento scelto di quattro battaglioni di fanteria, appoggiati da un'artiglieria molto consistente, verso Pogradec. Questa località era un bastione prezioso per la nostra difesa. Dalla sua perdita ne sarebbe derivato l'aggiramento della 9ª Armata sulla sinistra. La conseguente conquista di una parte della costa del lago di Ocrida, avrebbe aperto ai greci la possibilità di uno sbarco alle spalle del fronte.

Il 24 novembre il gruppo di battaglioni greco che puntava su Pogradec, saggiò la nostra linea, il giorno dopo serrarono sotto altri reparti della divisione. L'azione conclusiva fu condotta dai montanari greci che infilarono la stretta, scoscesa vallata su un piccolo corso d'acqua, il Tseravas, che scorreva fra rocce a strapiombo.
1941 -  Terminata la campagna di Grecia, dal mese di luglio la Divisione "Venezia", al comando del gen. S. Bonini e poi del gen. G.B. Oxilia, passa sotto le dipendenze del XIV C.d'A. La Divisione pone il comando a Berane e occupa la zona est del Montenegro per effettuare servizio di presidio e contro guerriglia.
1942 - Si unisce alla G.U. anche il 383º Fanteria. Continua l'incarico di svolgere servizio di presidio e compiti di contro guerriglia.
1943 - Dopo la proclamazione dell'armistizio dell'8 settembre 1943, i reparti dell'83°, in zona lontana dal mare e fuori dalla zona di interesse operativo tedesco ebbe alcuni giorni di calma, per cui poté organizzarsi saldamente a difesa restringendo l'area presidiata, unitamente agli altri reparti della Divisione "Venezia".

#### La lotta contro i tedeschi

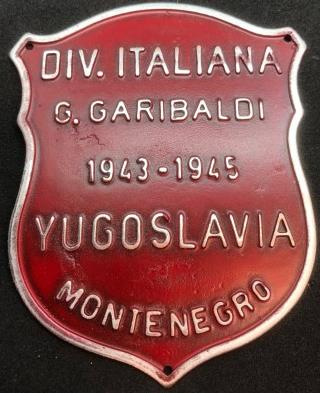
Distintivo da braccio della formazione partigiana che si costituì il 2 dicembre 1943 in Montenegro, dall'adesione dei militari del Regio Esercito appartenenti alla Divisione Fanteria "Venezia", alla Divisione Alpina "Taurinense" e al Gruppo artiglieria alpina "Aosta"

L'armistizio dell'8 settembre 1943 coglie la divisione nella zona assegnatale di Podgorica. La divisione rifiuta di consegnare le armi alla 118. Jäger-Division tedesca e ai Cetnici, mantenendo, nonostante le incertezze del momento, l'unità organica dei reparti. Dai primi giorni di ottobre, la divisione inizia a collaborare con i partigiani jugoslavi, conducendo dal 13 del mese vere e proprie azioni di guerra contro la Wehrmacht nelle zonde di Brodarevo, Murina, Berane e Kolašin. Per adattarsi al particolare tipo di lotta, la divisione muta il proprio ordinamento costituendo delle brigate a livello di battaglione, che conservano il nominativo "Venezia"; la grande unità è così strutturata sulla I Brigata "Venezia" per trasformazione del I battaglione dell'83º Reggimento fanteria, II Brigata "Venezia" dal II/83º, III Brigata "Venezia" dal III/83º, IV Brigata "Venezia" dal I/84º, V Brigata "Venezia" dal II/84º e VI Brigata "Venezia" dal III/84º.
La divisione si scioglie infine il 1º dicembre 1943 dando vita, insieme ad altri reparti della 1ª Divisione alpina "Taurinense", alla Divisione italiana partigiana "Garibaldi". In seguito a questa trasformazione, la I, la III e la IV Brigata "Venezia" (19ª Divisione fanteria "Venezia") assumono la denominazione di II, III e IV Brigata "Garibaldi" rispettivamente, raccogliendo il personale delle disciolte II, V e VI Brigata "Venezia"; il nominativo di I Brigata "Garibaldi" viene assegnato invece alla I Brigata "Taurinense".
Nel marzo 1945 i resti della divisione fecero ritorno in Italia e riconfigurati nel Reggimento "Garibaldi", con alle dipendenze il II battaglione "Venezia".

### Nel secondo dopoguerra

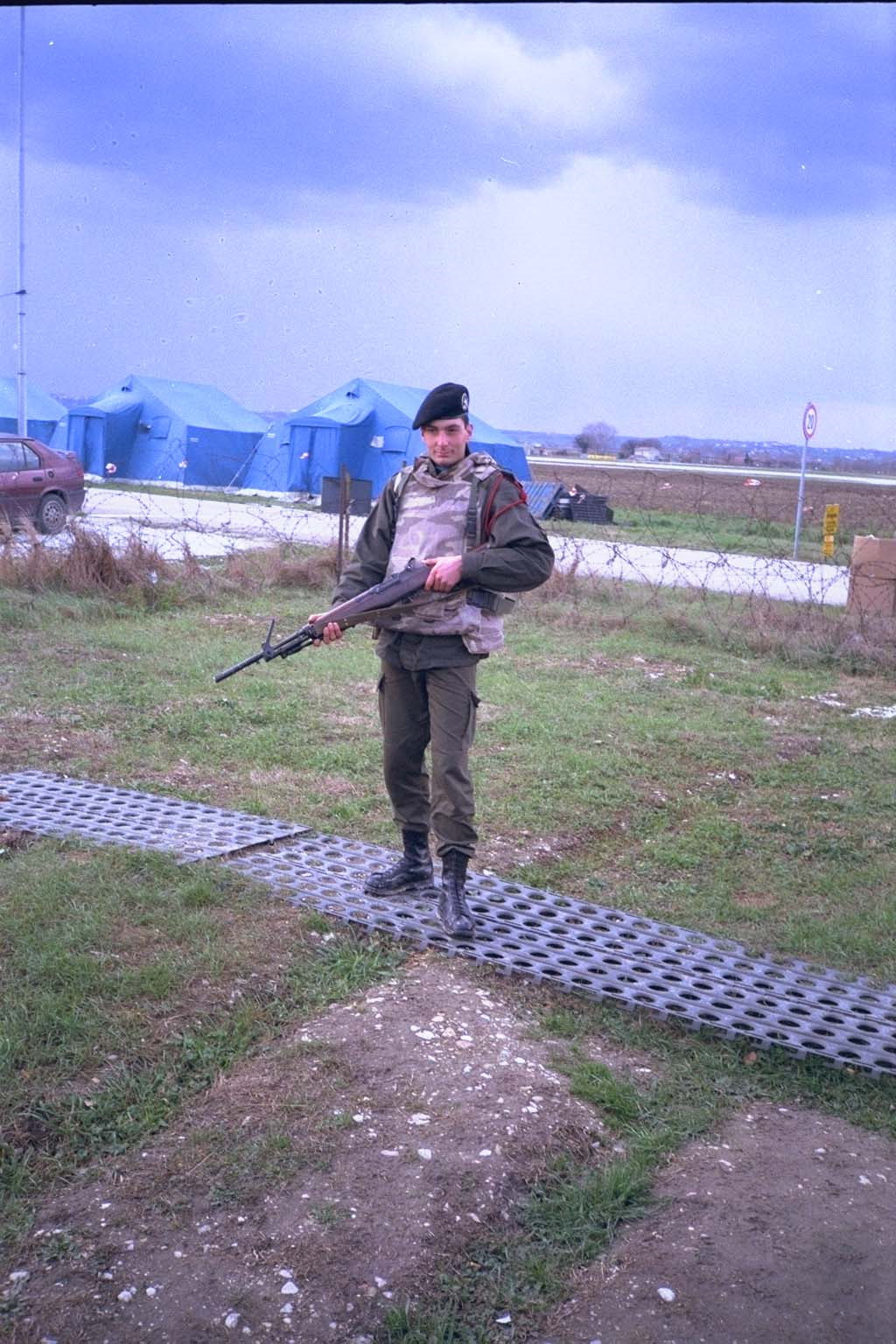
Graduato con arma di dotazione individuale in zona operativa, anni 1990/96

Il 1º luglio 1958 l'Esercito italiano ricostituisce l'84º Reggimento Fanteria "Venezia" (CAR), in sostituzione del 7° Centro Addestramento Reclute. Nel 1960 svolge funzioni di CAR per militari arruolati in Aeronautica Militare.
Nel 1966 era di stanza a Siena (caserma La Marmora) dove era il comando di reggimento, la CCS e un battaglione addestramento reclute (su tre compagnie). Un altro battaglione era ad Arezzo e uno ancora a Pistoia, nella Caserma "Marini". Prese parte molto attivamente all'opera di soccorso per l'alluvione di Firenze e alcuni militari del Reggimento furono perciò decorati nel 1967 con medaglia al valore.
Sciolto il 31 ottobre 1973, e ne continua le funzioni il Battaglione Addestramento Reclute "Venezia" trasformato poi, il 15 novembre nell'84º Battaglione Fanteria "Venezia" che nella circostanza diventa erede della Bandiera e delle tradizioni dell'84º reggimento. 
Nell'unità modifica la denominazione in 84º Battaglione "Venezia" e viene inquadrato nella Brigata di Cavalleria "Pozzuolo del Friuli".
Il battaglione negli anni '90 partecipa alla Operazione Vespri Siciliani in quanto facente parte della Brigata di Cavalleria Pozzuolo del Friuli, per mantenere l'ordine pubblico.
Partecipa ai "OBJ" (obbiettivi) come unità di supporto interforze per dare supporto e rifornimenti alla popolazione Balcanica (Jugoslavia) afflitta dal conflitto bellico, attraverso l'aeroporto Raffaello Sanzio di Falconara marittima.
Assegnato nel 1997 al Comando Artiglieria Controaerei dell'Esercito, viene soppresso il 9 novembre 2000 e la bandiera di guerra e la sua storia vengono Deposti nel Sacrario delle Bandiere presso il Vittoriano (Altare della Patria) a Roma Via dei Fori Imperiali.
L'ultimo comandante del Reggimento è stato il Colonnello Wagner Ugolini.

## Onorificenze

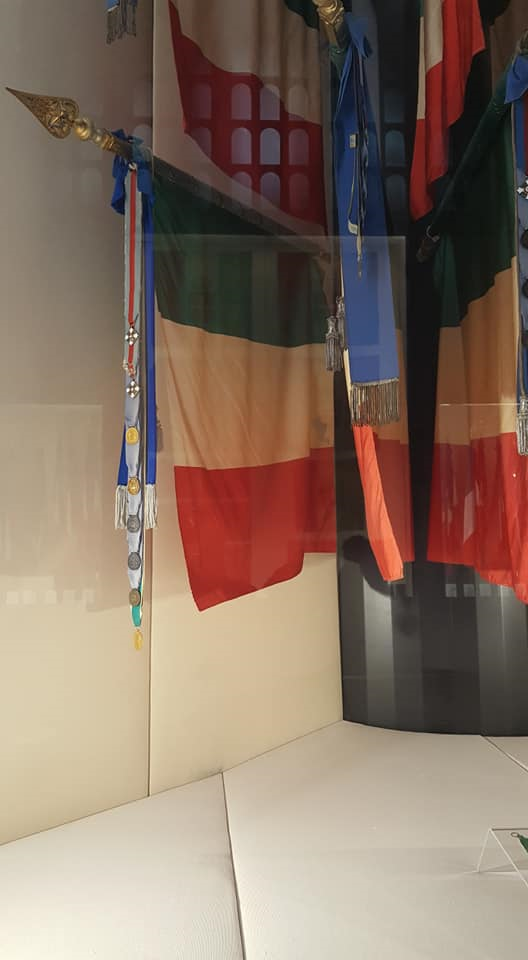
Sacrario delle bandiere Al Vittoriano Roma - bandiera di guerra del 84° BTG Venezia.

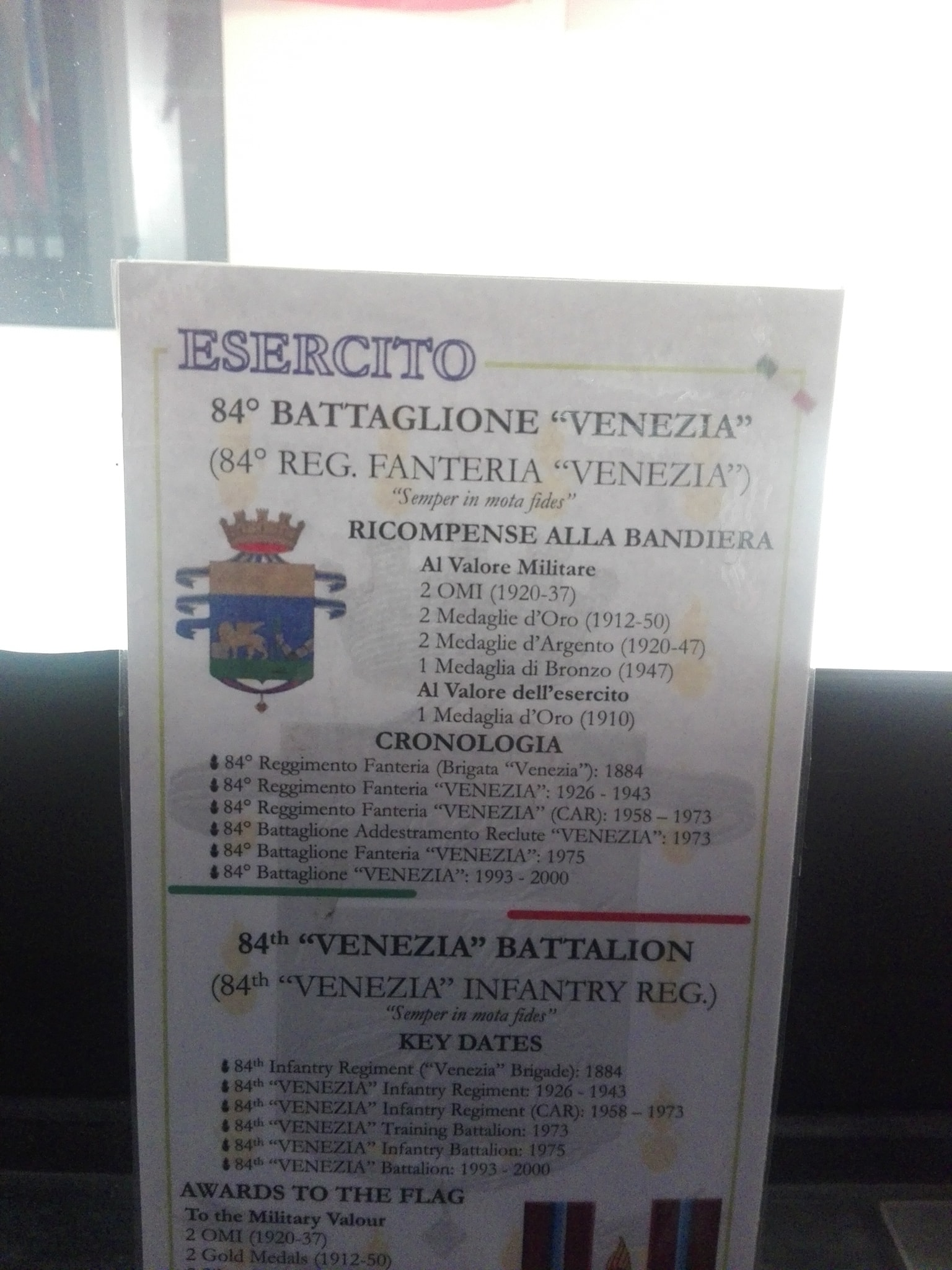
Sacrario delle bandiere Al Vittoriano Roma - dettaglio del 84° BTG Venezia

### Decorazioni alla bandiera di guerra
L'84º Reggimento fanteria "Venezia" è decorato con le seguenti onorificenze:

## Decorati
- Filiberto Barreca
- Carmelo Bonomo
- Antonio Di Napoli
- Mario Merlin
- Giuseppe Orsi
- Francesco Positano
- Pietro Tiravanti
- Luigi Zacco

### Personale Decorato al valor militare del "Venezia"
- N° 134 Decorati Medaglia D'Argento Valor militare
- N° 230 Decorati Medaglia Bronzo Valor militare
- N° 181 Croce Valor militare

### Decorati
- Giuseppe Bini
- Leonardo Magnani

## Stemma
Scudo : d'azzurro, al leone di San Marco d'oro, su campagna di verde ed accompagnato da un destrocherio armato d'argento in atto di piantare un virgulto di alloro (a testimonianza del risorto dal discioglimento) in un solco praticato nella campagna stessa; il tutto abbassato ad un capo d'oro
Corona turrita
Ornamenti esteriori
lista bifida: d'oro, svolazzante, collocata sotto la punta dello scudo, incurvata con la concavità rivolta verso l'alto, riportante il motto: "SEMPER IMMOTA FIDES".
onorificenza: accollata alla punta dello scudo con l'insegna dell'Ordine Militare d'Italia pendente al centro del nastro con i colori della stessa.
nastri rappresentativi delle ricompense al Valore: annodati nella parte centrale non visibile della corona turrita, scendenti svolazzanti in sbarra ed in banda dal punto predetto, passando dietro la parte superiore dello scudo

## Insegne e simboli
- Il Reggimento indossava il fregio della Fanteria (composto da due fucili incrociati sormontati da una bomba con una fiamma dritta).Al centro nel tondino è riportato la "pulce" con il numero 84.
- Sull'uniforme all'altezza del taschino viene indossata apposita spilla color oro recante l'effigie del Leone di San Marco.
- Nella tenuta di combattimento e servizio è di ordinanza il "Foulard di Battaglione" recante i due colori delle mostrine diviso a meta in egual dimensione, con al centro il leone San Marco color Oro
- Le mostrine del reggimento erano rettangolari di colore viola con banda centrale azzurra. Alla base della mostrina si trova la stella argentata a 5 punte bordata di nero, simbolo delle forze armate italiane.
- Stemma Araldico: D'azzurro, al leone di San Marco (Marciano) addestrato, passante su campagna di verde, alato con testa in maestà tenente con la zampa anteriore destra un libro aperto tutto d'oro. Sul libro alla pagina destra la scritta su quattro file "PAX TIBI MARCE" ed alla pagina sinistra sempre su quattro file la scritta "EVANGELISTA MEUS" a caratteri romani di nero, sinistrato da un destrocherio armato d'argento uscente dal fianco sinistro in atto di piantare un virgulto di alloro al naturale in un solco praticato nella campagna stessa. Quest'ultimo a mo' di simboleggiare la rinascita dopo eventi bellici; il tutto abbassato ad un capo d'oro. Nastri rappresentativi di : due Medaglie d'Oro, due Medaglie d'Argento, Medaglia di Bronzo al Valor Militare. Onorificenza accollata alla punta dello scudo con l'insegna pendente al centro del nastro. Lista bifida d'oro svolazzante, riportante il motto: "SEMPER IMMOTA FIDES".

## Motto del Reggimento
"Semper Immota Fides"

## Festa del Reggimento
26/10/1911 è festa del 84º Battaglione "Venezia"

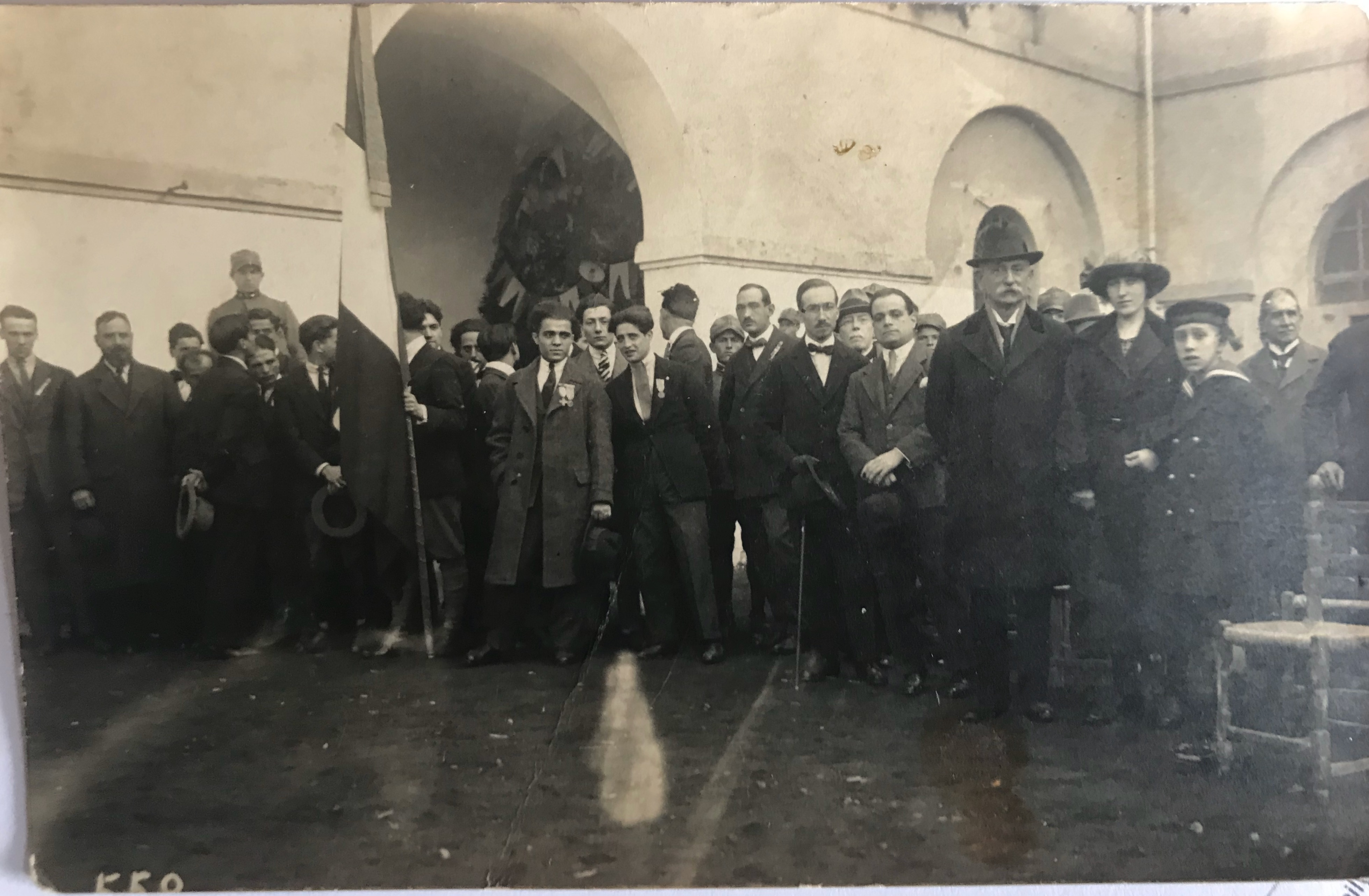
La Festa del Reggimento, 26/10/1921

Il reggimento ricorda il combattimento di Tripoli di Libia dove si guadagna la Medaglia d'Oro al Valor Militare. Decorato di due Ordini Militari d'Italia, due Medaglie d'Oro. due d'Argento e una di Bronzo al Valor Militare.

## Persone legate al Reggimento
- Mazzingo Donati
- Michele Liverani
- Giovanni Messe
- Mario Roatta

## Galleria d'immagini

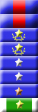
Decorazioni: Per il combattimento di Tripoli (Libia) si guadagna la Medaglia d'Oro al Valor Militare. Croce di cavaliere dell'Ordine Militare d'Italia, Croce di cavaliere dell'Ordine Militare d'Italia, Medaglia d'oro al valor militare, Medaglia d'oro al valor militare, Medaglia d'argento al valor militare, Medaglia d'argento al valor militare, Medaglia di bronzo al valor militare
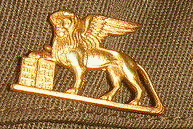
Spilla da Uniforme e Alta Uniforme da sopra tasca
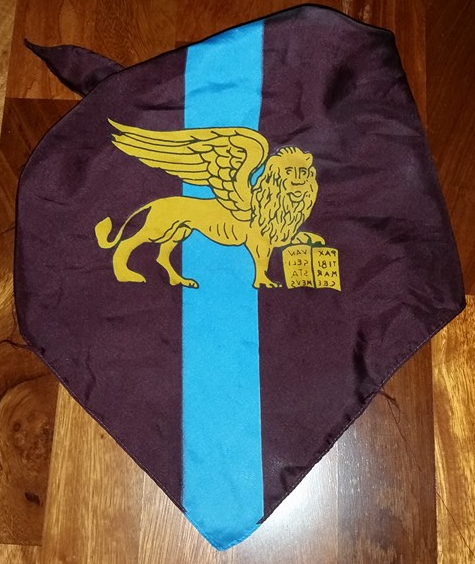
Nella tenuta di combattimento e servizio è di ordinanza il "Foulard di Battaglione"